# 3 Beat Music
3 Beat Music is een Brits platenlabel dat meer dan zeventig singles and albums heeft uitgebracht van artiesten als Momu en D:Fuse. Het is de moedermaatschappij van 3 Beat Breaks, Deep Records en Forward Recordings.
3 Beat Music werd opgericht 1989. 
Ze hebben ook een cd-winkel waar grote sterren Sasha, John Digweed, Danny Howells, John Kelly, Yousef, Paul Oakenfold, Graeme Park, Dave Seaman, Groove Armada's Andy Cato en Timo Maas regelmatig te vinden zijn.